# Homonacionalismo

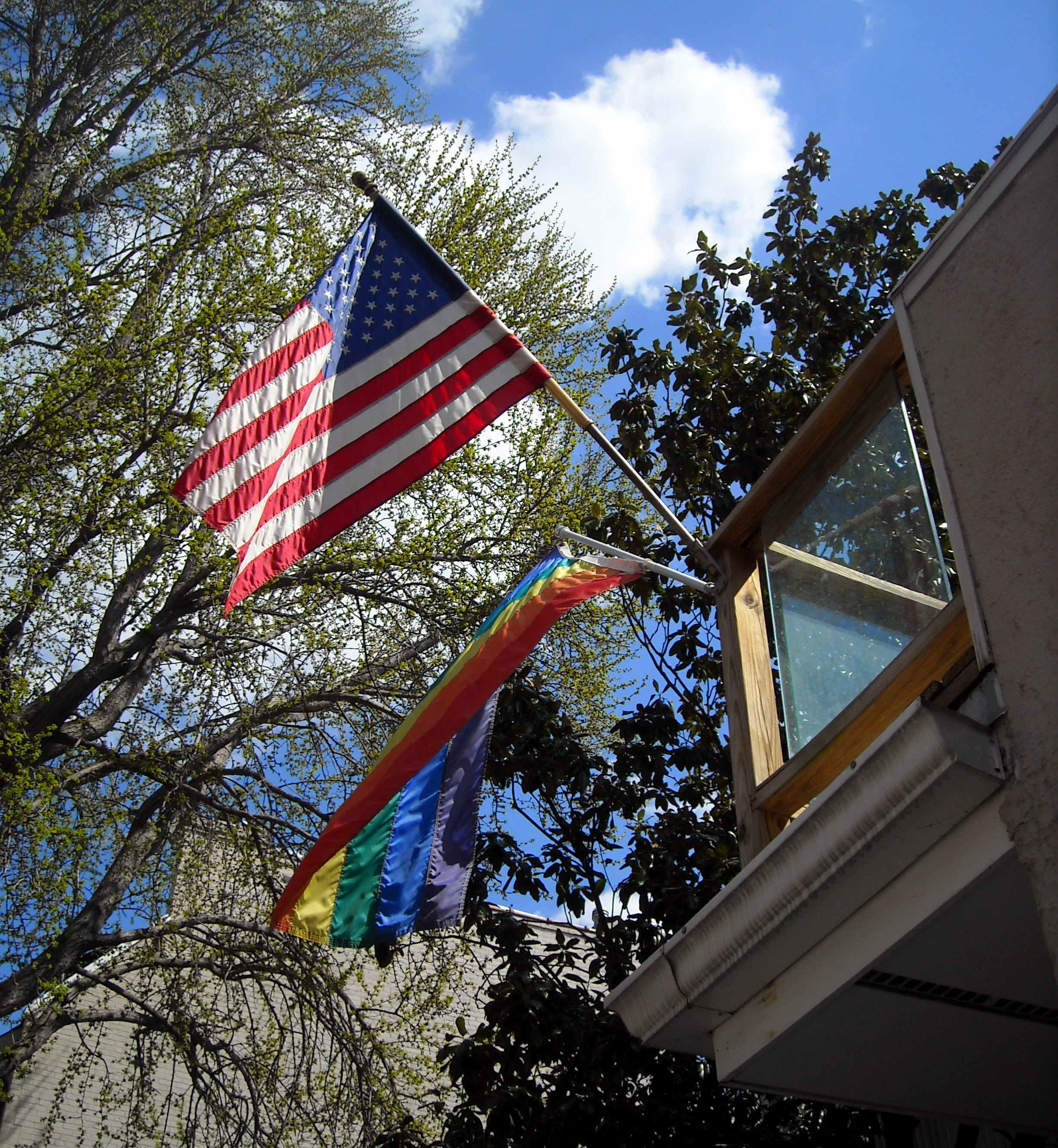
Bandera estadounidense ondeando junto a la bandera LGBTI.

Homonacionalismo (acrónimo de homosexualidad y nacionalismo) es un término que describe la asociación favorable entre un tipo de ideología nacionalista y las personas LGBTI o sus derechos.
El término fue originalmente propuesto en 2007 por la investigadora en estudios de género Jasbir K. Puar para referirse a los procesos por los que ciertos poderes se alinean con las reivindicaciones del colectivo LGBTI con el fin de justificar posiciones racistas y xenófobas, especialmente en contra del Islam, respaldándolas sobre los prejuicios de que las personas migrantes han de ser forzosamente homófobas y de que la sociedad occidental es completamente igualitaria. De esta forma, se hace uso de la diversidad sexual y los derechos LGBT para sostener posturas en contra de la inmigración, siendo cada vez más común entre partidos de ultraderecha.
Las principales críticas a este fenómeno se centran en el uso parcial y sectario que se hace del movimiento LGBT para amparar fines basados en la intolerancia, obviando la propia homofobia y la falta de una igualdad real en la sociedad occidental en su conjunto. Esta falsa idea de igualdad se suele representar de forma simbólica por el acceso a la unión entre personas del mismo sexo, heteronormalizando las relaciones entre las personas del colectivo LGBTI y favoreciendo posiciones chauvinistas hacia el propio país y recelosas hacia personas procedentes de aquellos países que no han regulado algún tipo de reconocimiento de las parejas del mismo sexo o que criminalizan la homosexualidad, fundamentalmente hacia los musulmanes.